# Enrôlements étrangers durant la Guerre de Sécession
 (août 2023).
La mise en forme du texte ne suit pas les recommandations de Wikipédia : il faut le « wikifier ».
Les points d'amélioration suivants sont les cas les plus fréquents. Le détail des points à revoir est peut-être précisé sur la page de discussion.
- Les titres sont pré-formatés par le logiciel. Ils ne sont ni en capitales, ni en gras.
- Le texte ne doit pas être écrit en capitales (les noms de famille non plus), ni en gras, ni en italique, ni en « petit »…
- Le gras n'est utilisé que pour surligner le titre de l'article dans l'introduction, une seule fois.
- L'italique est rarement utilisé : mots en langue étrangère, titres d'œuvres, noms de bateaux, etc.
- Les citations ne sont pas en italique mais en corps de texte normal. Elles sont entourées par des guillemets français : « et ».
- Les listes à puces sont à éviter, des paragraphes rédigés étant largement préférés. Les tableaux sont à réserver à la présentation de données structurées (résultats, etc.).
- Les appels de note de bas de page (petits chiffres en exposant, introduits par l'outil «  Source ») sont à placer entre la fin de phrase et le point final[comme ça].
- Les liens internes (vers d'autres articles de Wikipédia) sont à choisir avec parcimonie. Créez des liens vers des articles approfondissant le sujet. Les termes génériques sans rapport avec le sujet sont à éviter, ainsi que les répétitions de liens vers un même terme.
- Les liens externes sont à placer uniquement dans une section « Liens externes », à la fin de l'article. Ces liens sont à choisir avec parcimonie suivant les règles définies. Si un lien sert de source à l'article, son insertion dans le texte est à faire par les notes de bas de page.
- La présentation des références doit suivre les conventions bibliographiques. Il est recommandé d'utiliser les modèles {{Ouvrage}}, {{Chapitre}}, {{Article}}, {{Lien web}} et/ou {{Bibliographie}}. Le mode d'édition visuel peut mettre en forme automatiquement les références.
- Insérer une infobox (cadre d'informations à droite) n'est pas obligatoire pour parachever la mise en page.

Pour une aide détaillée, merci de consulter Aide:Wikification.
Si vous pensez que ces points ont été résolus, vous pouvez retirer ce bandeau et améliorer la mise en forme d'un autre article.

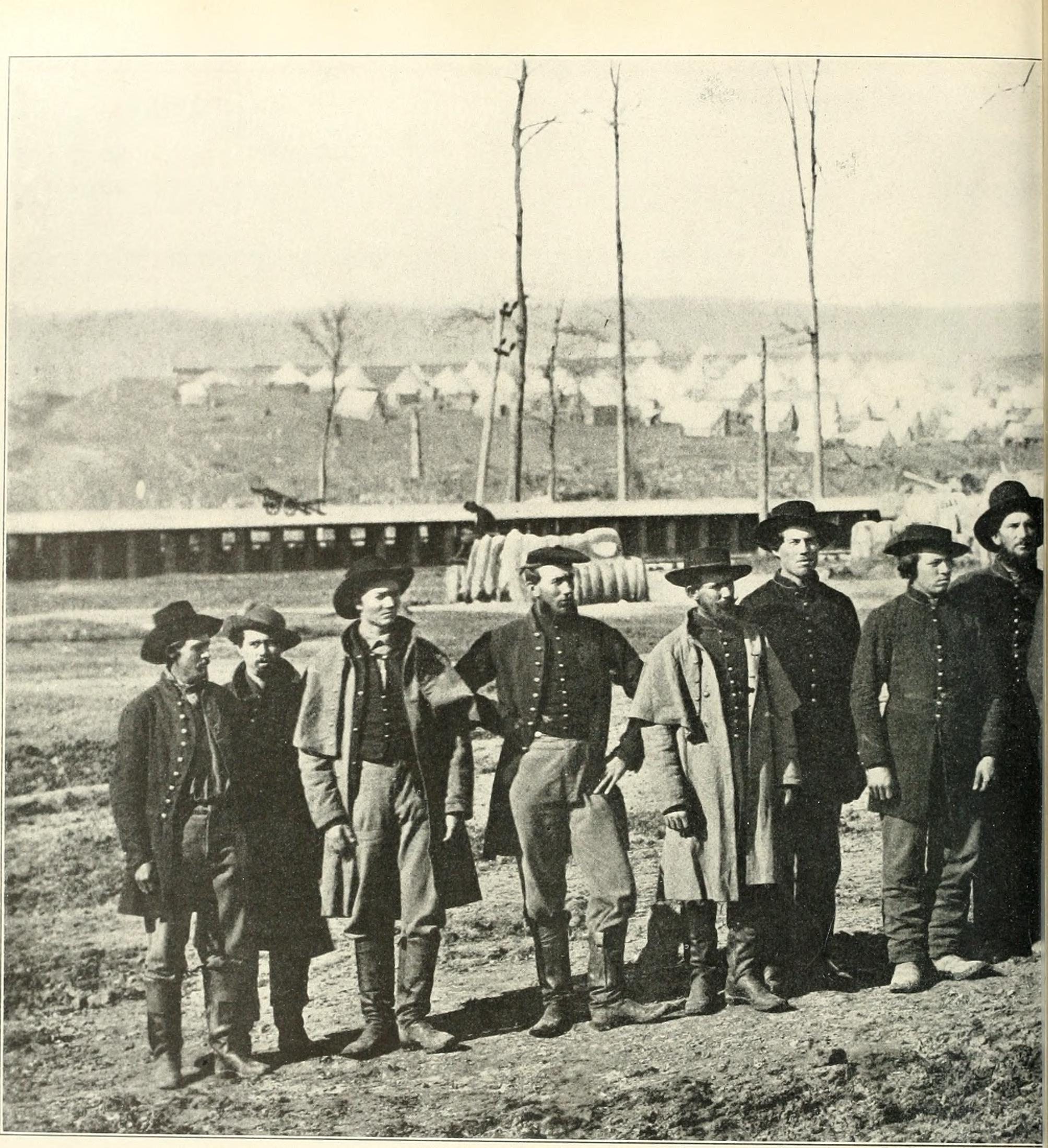
Soldats Écossais, Suédois, Allemands, Irlandais et Français de l'armée de l'Union à Corinth, Mississippi.

Les enrôlements étrangers durant la Guerre de Sécession (1861–1865) reflètent l'aspect international du conflit parmi les gouvernements et leurs citoyens. L'intérêt diplomatique et populaire fut suscité par le statut des États-Unis en tant que puissance naissante à ce moment, et par la principale cause de la guerre étant la question de l'esclavage, à cette époque enjeu mondial. Par conséquent, de nombreux hommes et immigrants venus de l'étranger s'enrôlèrent aux États-Unis. Lorsque les hostilités éclatèrent pour la première fois, environ 13 % des Américains étaient nés à l'étranger, la grande majorité étant concentrée dans les villes du nord ; par la suite, l'enrôlement étranger favorisa largement l'Union, qui réussit également beaucoup mieux à attirer de volontaires.
Environ un quart à un tiers des membres de l'armée de l'Union furent à l'étranger, soit 543 000 à 625 000 soldats sur 2 millions, 18 % supplémentaires avaient au moins un parent né à l'étranger, ce qui signifie donc que près de la moitié de l'armée du Nord avait des origines étrangères récentes. En revanche, seuls quelques milliers d'étrangers servirent dans la Confédération, constituant seulement 5 % de ses forces armées. L'avantage significatif de l'effectif des forces de l'Union s'avéra décisif pour sa victoire, certains historiens affirmant même que le Nord n'aurait pu gagner sans.
Reflétant l'afflux d'immigrants menant à la guerre, les plus grands contingents étrangers de chaque côté étaient Allemands, Irlandais et Britanniques (y compris Anglais, Écossais et Gallois). La plupart des autres recrues étrangères venaient du Canada et du reste de l'Europe, en particulier la Pologne, la France, l'Italie et la Scandinavie ; dans une moindre mesure la Chine, le Mexique, Hawaï et diverses tribus amérindiennes. Plusieurs dirigeants politiques et militaires de haut rang de l'Union et de la Confédération furent d'origine étrangère ou immigrée.
Comme les citoyens américains, les étrangers et les immigrants combattirent pendant la guerre pour diverses raisons, beaucoup furent motivés par l'opposition idéologique à l'esclavage, d'autres par la loyauté envers leur patrie d'adoption, et d'autres encore à la recherche d'opportunités économiques. Indépendamment de leurs motivations et de leurs origines, la plupart des soldats étrangers semblaient avoir servi avec autant de loyauté et de d'honneur que les Américains natifs. Néanmoins, beaucoup furent soumis aux sentiments nativistes plus larges de la société américaine, ainsi qu'aux préjugés contre leur appartenance ethnique, leur foi ou leur nationalité. Certains membres de l'Union minimisèrent les contributions des immigrants, en partie en réponse à la propagande confédérée destinée à la fois au population nordiste et étrangère qui affirmait que l'Union s'appuyait sur de nombreux « mercenaires étrangers » et « refusait » de combattre elle-même.

## Contexte
Au cours des 40 années précédant le déclenchement de la guerre, les États-Unis accueillirent 4 millions d'immigrants ; la grande majorité venant d'Irlande (1 million), des États Allemands (500 000) et de Grande-Bretagne (300 000). En 1860, plus d'un dixième de tous les Américains étaient nés à l'étranger, avec une proportion similaire d'immigrants de deuxième ou de troisième génération. L'afflux entraîna un changement démographique important dans le pays : au début du 19e siècle, la population américaine était d'environ 5 millions d'habitants ; en 1860, elle passa à environ 31 millions.
Les États les plus urbanisés et industrialisés du nord des États-Unis récupèrent la majorité des arrivées étrangères, ce qui explique l'avantage démographique décisif de l'Union sur la Confédération, les deux tiers de tous les Américains (21 millions) vivaient dans un territoire contrôlé par les États-Unis. Cela comprenait 91 % de tous les immigrants d'avant-guerre, qui constituaient désormais plus de la moitié de la population Américaine après la sécession. En conséquence, le Nord recruta l'écrasante majorité des étrangers qui servirent pendant la guerre de sécession.
Alors que la plupart des immigrants, en particulier d'Irlande, fuyaient les difficultés, la famine et la persécution, un grand nombre, en particulier d'Allemagne, vinrent à la suite de bouleversements sociopolitiques qui saisirent une grande partie de l'Europe en 1848. De nombreux nouveaux arrivants avaient donc des sentiments républicains et une forte opposition à l'oppression politique sous toutes ses formes, y compris l'esclavage; des liens furent établis entre l'asservissement des Afro-Américains et l'exploitation aristocratique des domestiques et des paysans. D'où le fait que de nombreux immigrants Américains furent des partisans enthousiastes de l'Union et la rejoignirent pour des raisons idéologiques.

## Enrôlements au sein de l'Union
L'Union fit un effort collectif pour recruter des étrangers tant dans le pays qu'à l'étranger. Une affiche de recrutement, rédigée en italien, français, hongrois et allemand, appelait à « 250 hommes valides... Patriotes de toutes les nations » pour servir leur « pays d'adoption ». Les diplomates américains, qui cherchaient à obtenir un soutien international tout en sapant la reconnaissance et les aides à la Confédération, firent état d'un grand enthousiasme pour le recrutement d'étrangers à la cause de l'Union ; à l'été 1861, quelques mois seulement après le début de la guerre, une mission américaine en Italie reçut des centaines de volontaires italiens, certains portant les chemises rouges patriotiques du mouvement Risorgimento d'unification italienne.
Les recrues étrangères étaient généralement bien intégrées à leurs homologues nés aux États-Unis, servant dans des régiments de volontaires issus d'États et de villes particuliers plutôt que de nationalités. Cela était particulièrement vrai pour les soldats canadiens et britanniques, qui étaient plus dispersés géographiquement que les autres groupes ethniques et beaucoup moins distinguables des Américains natifs de par leur langue et leur culture. Le président américain Abraham Lincoln fut attentif à la diversité et à la composition étrangère de l'armée et fit preuve d'efforts réfléchis pour favoriser l'inclusion des minorités ethniques et nationales, notamment grâce à des nominations et des promotions de haut grade.
Parmi ces contingents issus spécifiquement de communautés d'immigrants particulières, les plus importants et les plus notables comprenaient des Irlandais Américains et des Allemands Américains, qui ensemble, représentaient la moitié de tous les soldats étrangers.
Malgré les déclarations de neutralité de Napoléon III, on compte toutefois un plus petit nombre de combattants français s'étant engagés, dont le plus connu est probablement Philippe d'Orléans, qui avec son frère, son oncle et son cousin, se battit à la bataille de Gaines' Mill en 1862. Son frère François d'Orléans lui s'engagea dans l'armée du Potomac.

Les Allemands furent de loin les plus nombreux de tous les groupes ethniques étrangers à se battre pour l'Union : environ 216 000 soldats étaient nés en Allemagne, représentant environ la moitié de toutes les recrues nées à l'étranger ; 250 000 autres soldats étaient  Allemands Américains de la deuxième ou de la troisième génération provenant en grande partie de New York, du Wisconsin et de l'Ohio. Les principaux efforts de recrutement visaient spécifiquement les communautés allemandes à travers le pays, en particulier à Cincinnati, St. Louis et Milwaukee. Le président Lincoln nomma Franz Sigel, un vétéran Allemand des révolutions de 1848, au rang influent de général de division, en partie pour susciter le soutien politique parmi les Américains d'origine allemande. Sigel était l'officier germano-américain le plus haut gradé de l'armée de l'Union.
Ce n'est pas une guerre où deux puissances se battent pour gagner un morceau de terre. Il s'agit plutôt de liberté ou d'esclavage, et vous vous doutez bien, chère mère, que je soutiens de toutes mes forces la cause de la liberté. — Engagé allemand, dans une lettre privée à sa famille.
Plusieurs régiments étaient entièrement composés d'Allemands, dont le 52e de New York, le 9e d'Ohio, le 74e de Pennsylvanie, le 32e d'Indiana (1er Allemand) et le 9e de Wisconsin. Les unités allemandes étaient réputées pour leur discipline et leurs prouesses martiales, nombre d'entre eux ayant auparavant servi dans les armées européennes ou participé aux soulèvements armés de 1848. À part le Maj. Gén. Sigel, d'autres « Forty Eighters » qui servirent dans les postes de haut rang étaient le Maj. Gén. Carl Schurz, Brigue. Gén. August Willich, Louis Blenker, Max Weber et Alexander Schimmelfennig. Au cours de ses deux années de fonctionnement, tous les commandants du XI Corps, qui jouèrent un rôle décisif dans les batailles de Chancellorsville et de Gettysburg, sauf un, étaient Allemands, dont Sigel et Schurz. De nombreux Américains allemands reçurent la médaille d'honneur, la plus haute distinction pour bravoure militaire aux États-Unis.

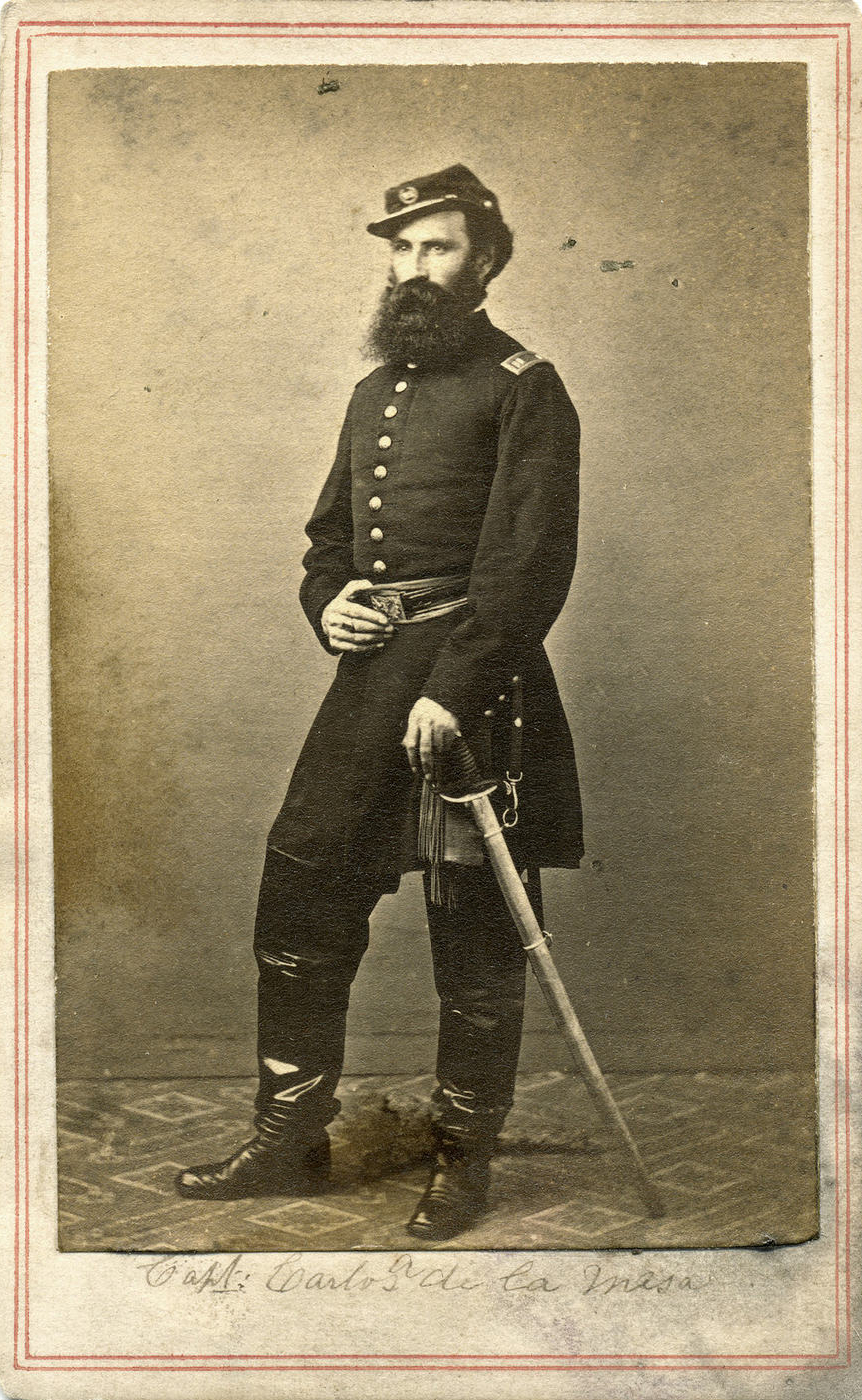
Capitaine Carlos Alvarez de la Mesa, Espagnol qui servit dans le 39e régiment d'infanterie multiethnique de New York, notoirement connu sous le nom de « Garibaldi Guard ».

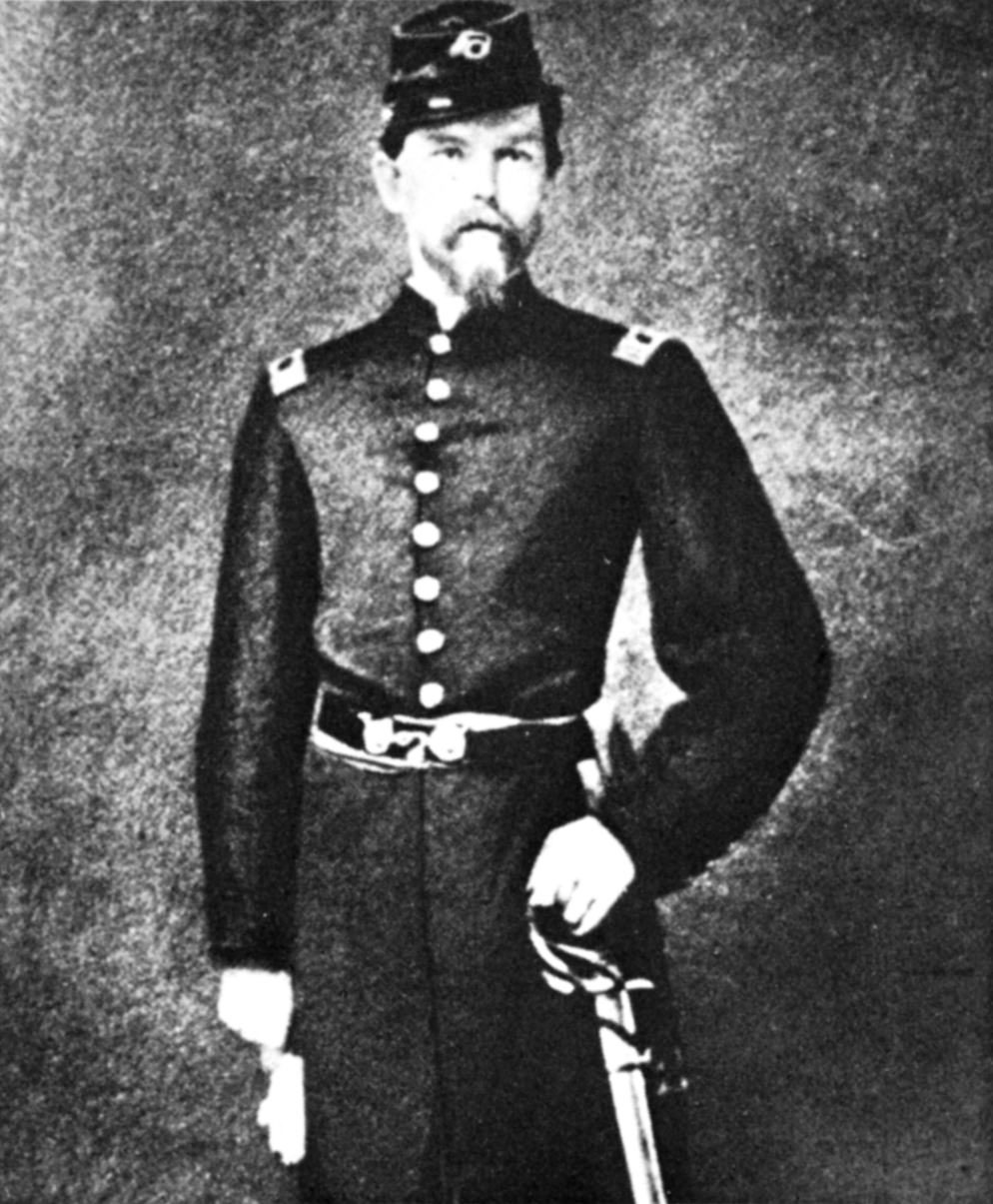
Emil Frey, qui fut plus tard président de la Confédération suisse, servit comme colonel du 82nd Illinois Infantry Regiment et fut fait prisonnier à la bataille de Gettysburg.

Les Américains d'origine irlandaise étaient surtout connus pour leur service distingué dans la brigade irlandaise, comprenant le très apprécié « Fighting 69th » régiment d'infanterie de New York, les 63e et 88e infanteries de New York, le 28e régiment de Massachusetts et plus tard le 116e régiment de Pennsylvanie. La brigade prit part à presque toutes les batailles et campagnes majeures du théâtre oriental et fut réputée pour sa bravoure et son courage, elle aurait subi certaines des pertes les plus élevées de tous les régiments de l'Union. Certains Irlandais venaient également de l'Empire britannique, et après la guerre, plusieurs anciens combattants prirent part aux raids féniens contre des cibles britanniques au Canada.
L'une des premières compagnies militaires créées lorsque la guerre éclata était entièrement composée d'immigrants polonais recrutés par le Brigue. Gén. Włodzimierz Krzyżanowski, vétéran du soulèvement de la Grande Pologne de 1848. La compagnie se déplaça à New York et se joignit à plusieurs autres régiments principalement composées d'immigrants pour former le 58e régiment d'infanterie de New York, officiellement enregistré sous le nom de Légion polonaise. Krzyżanowski fut plus tard commandant de brigade du XI Corps à Gettysburg et, après la guerre, fut nommé gouverneur de Géorgie.
D'autres nationalités furent représentées avec leurs propres régiments. Parmi les plus notables figurait le 79e régiment Écossais de New York, formé en 1859, qui fut initialement composé entièrement d'immigrants ou de descendants écossais. Les soldats portaient des kilts et des bonnets et étaient accompagnés de cornemuses, et à au moins une occasion, à la première bataille de Bull Run, ils portèrent des trews en tartan du clan Cameron en l'honneur de leur colonel. Au cours de la guerre, le 79e ouvrit ses rangs aux immigrants irlandais, anglais et autres, dont la plupart vivaient aux États-Unis depuis déjà des années.
La composition multiethnique des forces de l'Union posait parfois des problèmes de communication en raison de barrières linguistiques ; de nombreux régiments et divisions comprenaient un mélange de volontaires d'Allemagne, d'Irlande, d'Italie, de Pologne et d'autres pays européens. Un exemple notable est le 39e régiment d'infanterie de New York, également connu sous le nom de « Garibaldi Guard » d'après le révolutionnaire italien Giuseppe Garibaldi, qui était dirigé par le colonel hongrois Frederick George D'Utassy et comprenait plus d'une douzaine de nationalités, dont des Algériens, des Turcs, des Slaves, des Suisses et Espagnols. Le Maj. Gén. Sigel faisait traduire ses ordres de son allemand natal en hongrois pour ses officiers, dont les rapports étaient à leur tour traduits en anglais pour le reste de son commandement, puis enfin en allemand pour sa relecture.
De nombreux volontaires vinrent de la colonie britannique des Bermudes, en particulier parmi la population « de couleur », terme utilisé dans l'île pour désigner toute personne n'ayant pas entièrement un héritage européen. La plupart servirent dans des régiments « de couleur » dédiés composés d'Afro-Américains, tels que le 31e, le 26e et le 6e régiment d'infanterie de couleur. Parmi les volontaires bermudiens les plus notables figurait le premier sergent Robert John Simmons du 54e régiment d'infanterie du Massachusetts, qui servit auparavant dans l'armée britannique, il mourut lors de la deuxième bataille de Fort Wagner, l'intervention la plus célèbre du 54e régiment, qui eut lieu à l'extérieur de la colonie bermudienne de Charleston, Caroline du Sud, ironiquement une destination majeure de la contrebande de son île natale.
Plusieurs recrues juives, qui formaient la plus grande minorité religieuse de l'Union, étaient des immigrants de première ou de deuxième génération; la majorité des Juifs nés à l'étranger venaient de terres allemandes. Ils firent souvent face à de plus grandes difficultés que les autres groupes étrangers en raison à la fois d'un antisémitisme général et de l'ignorance de leurs coutumes religieuses distinctes; le porc était par exemple souvent servi à toutes les troupes sans tenir compte des restrictions alimentaires juives. L'exemple le plus tristement célèbre de préjugés anti-Juifs était l'ordre générale n°11, émis par le major-général de l'Union Ulysses S. Grant le 17 décembre 1862, qui expulsait tous les Juifs du district militaire de Grant dans le but de réduire la corruption et les activités commerciales illicites, apparemment entrepris « principalement par les Juifs et autres commerçants sans scrupules ».
Malgré les incidents de discrimination latente et manifeste, les Juifs dans leur ensemble, comme d'autres groupes minoritaires de l'Union, firent preuve d'un moral et d'une loyauté remarquable, parmi les exemples les plus connus figuraient Leopold Karpeles et Abraham Cohn, respectivement immigrants de Bohême et de Prusse, qui reçurent la médaille d'honneur. Le président Lincoln fit également un effort concerté pour s'assurer que les Juifs soient nommés à des postes de direction et logés par l'armée, comme dans les aumôneries, il annula également l'ordre controversé de Grant presque immédiatement après en avoir pris connaissance.

## Enrôlements au sein de la Confédération

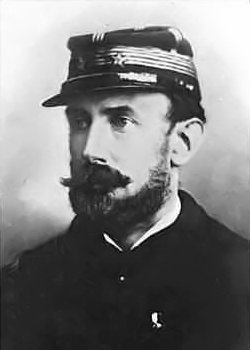
Issu de la noblesse française, le prince Camille Armand Jules Marie de Polignac servit dans la Confédération avec engagement, passant de lieutenant-colonel à général de division au cours de la guerre.

Des milliers d'immigrants d'avant-guerre servirent dans l'armée confédérée, qui avait des formations composées de troupes Irlandaises, Polonaises, Allemandes et Mexicaines. Bien qu'ils ne soient ni aussi importants ni aussi stratégiquement décisifs que les recrues étrangères de l'Union, les contingents étrangers de la Confédération étaient également connus pour leur bravoure et leur loyauté.
La plupart des soldats confédérés nés à l'étranger avaient passé la majeure partie de leur vie dans le sud des États-Unis et étaient comparativement mieux intégrés que leurs homologues du Nord. Beaucoup se battirent par affinité personnelle avec leur communauté locale ou étatique, plutôt que pour soutenir l'esclavage ou la sécession ; d'autres firent contraints par la pression sociale engendrée par le besoin accru d'effectif au Sud. En 1863, certains dirigeants confédérés, comme le gouverneur de Géorgie Joseph E. Brown, recrutèrent de force des ressortissants étrangers pour soutenir l'effort de guerre.
Les Irlandais étaient comparativement mieux représentés que les autres nationalités, puisque la plupart d'entre eux étaient partisans du Parti Démocrate pro-Confédération. La division de volontaires la plus notable comprenait des descendants de diverses communautés européennes vivant en Louisiane, qui était commandée par le comte et général de division français Camille Armand Jules Marie, prince de Polignac, un vétéran de la guerre de Crimée. Connu affectueusement par ses troupes sous le nom de « Prince Polecat », il servit avec distinction dans la campagne de la rivière Rouge, notamment lors de la victoire confédérée de la bataille de Mansfield. De nombreux Français combattirent également pour la Confédération, se voyant comme les nouveaux « Lafayette », le Sud considérant ce conflit comme sa guerre d'indépendance[réf. nécessaire].
La Grande-Bretagne, qui était à tendance fortement abolitionniste autant politiquement que populairement, avait néanmoins une certaine sympathie pour la Confédération, en grande partie de la part de ceux qui avaient des intérêts économiques envers le Sud (soit en vendant du matériel et des fournitures de guerre, soit en s'appuyant sur le coton Américain) ou qui admiraient sa vaguement hiérarchique politique aristocratique. Les efforts confédérés pour obtenir la reconnaissance et le soutien diplomatiques britanniques aboutirent à l'affaire du Trent, qui failli entraîner la Grande-Bretagne en guerre contre l'Union. De nombreux immigrants nés en Grande-Bretagne s'enrôlèrent dans l'armée confédérée, avec des motifs variés; certains se battirent pour défendre le « Southern way of life » (culture sudiste) et « l'institution particulière » (l'esclavage), tandis que d'autres s'engagèrent en raison de leurs attaches locales et personnelles, ou simplement par pression sociale. Parmi les exemples britanniques les plus notables ayant rejoints la Confédération figure Henry Wemyss Feilden, qui démissionna de sa commission dans l'armée britannique pour devenir un officier de haut rang dans l'armée du Tennessee, et William Watson, qui servit comme sergent dans la 3e infanterie de Louisiane avant de commander des forceurs de blocus. Mise à part, le soutien du peuple britannique tant en Grande-Bretagne qu'à l'étranger fut sans conséquence pour la guerre.
La Confédération bénéficia d'un fort soutien des Bermudes, qui maintinrent des liens de parenté et commerciaux avec le Sud depuis le début du XVIIe siècle. St. George's était le principal port à partir duquel du matériel de guerre Européen était introduit en contrebande dans le Sud à bord de forceurs de blocus (également construits en Grande-Bretagne), le coton voyageant en sens inverse en tant que paiement. De nombreux Bermudiens s'enrichirent grâce au commerce avec la Confédération, notamment le marin Thomas Leslie Outerbridge. Les agents confédérés opérèrent ouvertement sur le territoire, tandis que le consul de l'Union se fit voler son courrier à deux reprises et que le mât du consulat fut abattu le 4 juillet.

## Voir également
- Guerre de Sécession
- Royaume-Uni dans la guerre de sécession
- Le Canada dans la guerre de sécession
- Afro-Américains dans la guerre de sécession

## Lectures complémentaires
- Early, Curtis A. and Gloria J. Early. Ohio Confederate Connection: Facts You May Not Know about the Civil War. Bloomington, IN: iUniverse, 2010.  (ISBN 978-1-4502-7373-2) Malgré son titre, cet ouvrage contient des informations concernant les soldats confédérés étrangers.
- Linedecker, Clifford L., ed. Civil War, A-Z: The Complete Handbook of America's Bloodiest Conflict. New York: Ballantine Books, 2002.  (ISBN 0-89141-878-4)
- Mahin, Dean B. The Blessed Place of Freedom: Europeans in Civil War America. Dulles, Virginia: Brassey's Inc., 2003.  (ISBN 1-57488-523-5)